# Rajd Austrii 1971
Rajd Austrii 1971 (42. International Österreichische Alpenfahrt) – rajd samochodowy rozgrywany w Austrii od 12 do 15 maja 1971 roku. Była to szósta runda Międzynarodowych Mistrzostw Producentów w roku 1971. Rajd został rozegrany na nawierzchni szutrowej.

## Wyniki końcowe rajdu[1]
| Msc. | Kierowca         | Pilot                | Samochód                 | Czas    | Strata   |
| ---- | ---------------- | -------------------- | ------------------------ | ------- | -------- |
| 1.   | Ove Andersson    | Arne Hertz           | Alpine-Renault A110 1600 | 3:19:05 | -        |
| 2.   | Alcide Paganelli | Ninni Russo          | Fiat 124 Sport Spider    | 3:24:47 | +5:42    |
| 3.   | Klaus Russling   | Franz Mikes          | Volkswagen Käfer 1302 S  | 3:33:50 | +14:45   |
| 4.   | Gernot Fischer   | Herbert Kohlweis     | Volkswagen Käfer 1302 S  | 3:37:33 | +18:28   |
| 5.   | Tony Fall        | Mike Wood            | BMW 2002 Ti              | 3:45:07 | +26:02   |
| 6.   | Leopold Bosch    | Walter Starmann      | Volkswagen Käfer 1302 S  | 3:58:06 | +39:01   |
| 7.   | John Haugland    | Arild Antonsen       | Škoda 110 L Rallye       | 4:03:05 | +44:00   |
| 8.   | Oldřich Horsák   | Jiří Motal           | Škoda 110 L Rallye       | 4:19:58 | +1:00:53 |
| 9.   | Milan Žid        | Jaroslav Vylít       | Škoda 110 L Rallye       | 4:23:52 | +1:04:47 |
| 10.  | Walter Pöltinger | Johan-Hans Hartinger | BMW 2002 Ti              | 4:26:33 | +1:07:28 |